# Drumul Nordic al Mătăsii

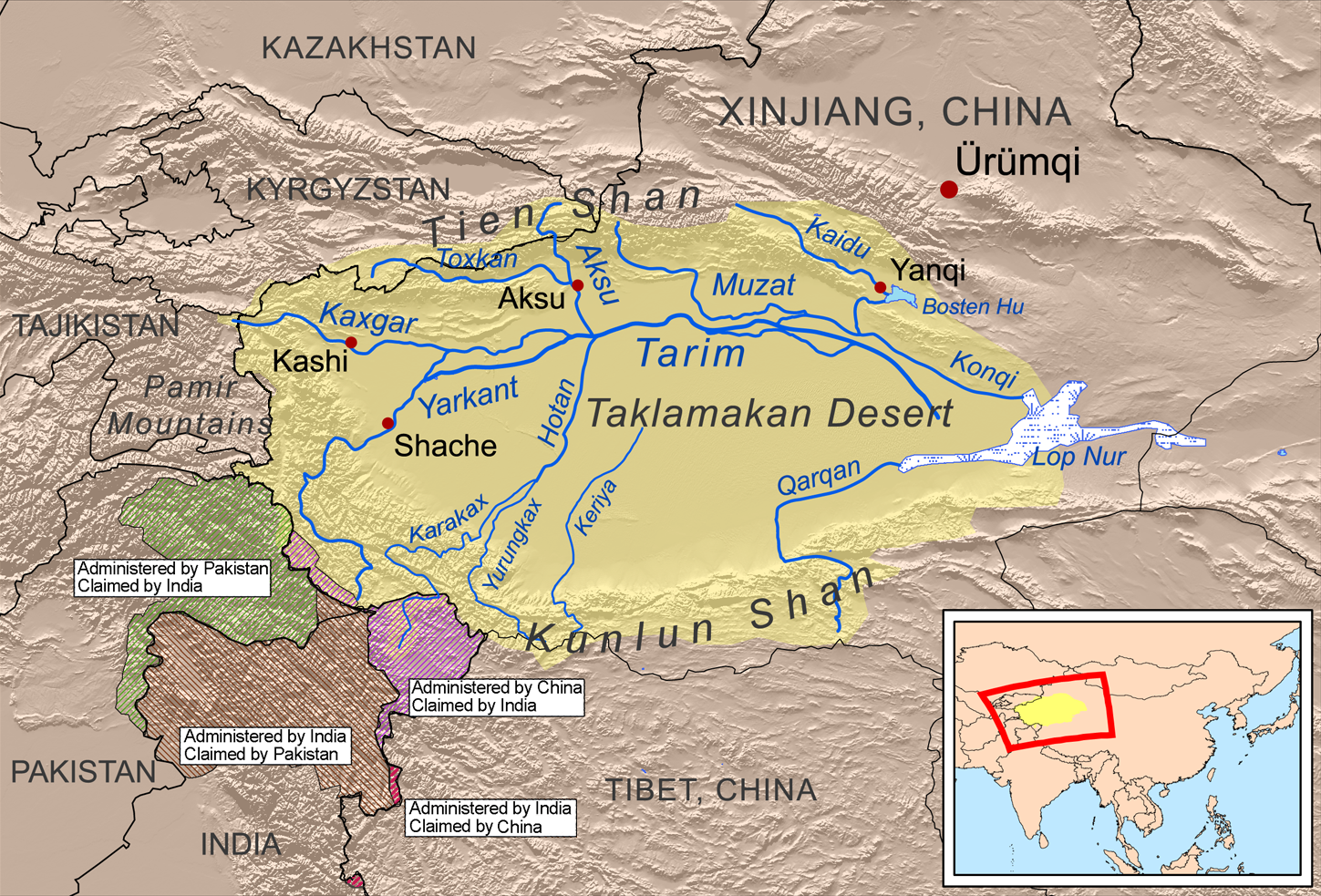
Deșertul Taklamakan

Drumul Nordic al Mătăsii este o potecă preistorică din nordul Chinei, ce pornește din vechea capitală Xi'an și duce pe la nord de Deșertul Taklamakan ajungând în vechile regate Parthia, Bactria și, în cele din urmă în Persia și Imperiul Roman. Este cea mai nordică din mai multele ramuri ale Drumului Mătăsii ce facilita mișcări militare și schimburi comerciale și culturale între China și Occident. Utilizarea acestui traseu a fost extinsă în urma unor acțiuni ale Dinastiei Han în a doua parte a primului mileniu î.e.n., soldate cu împingerea triburilor din nord și cu controlul și trecerea în siguranță a trupelor și negustorilor chinezi.

## Traseu
Traseul începea la Chang'an (astăzi Xi'an), capitala Dinastiei Han, care, ulterior, în Hanul de Est, a fost mutată mai la est spre Luoyang. Traseul a fost definit prin secolul I î.e.n. după ce Han Wudi a pus capăt hărțuirilor triburilor nomade.
Traseul trece spre nord-vest, prin provincia Chineză Gansu din provincia Shaanxi, și se împarte în alte trei rute, dintre care două urmează lanțurile muntoase de la nord și sud de deșertul Taklamakan pentru a reveni la Kashgar; cealaltă mergând pe la nord de Munții Tian Shan, prin Turpan, Talgar și Almaty (în sud-estul Kazahstanului de astăzi). 
Rutele se despart la vest de orașul Kashgar, o ramură coborând prin Valea Alay spre Termez și Balch, în timp ce alta duce prin Kokand în Valea Fergana, și de acolo spre vest, traversând Deșertul Karakum spre Merv, reunindu-se pentru o mică distanță cu traseul sudic.
Una din ramuri întoarce spre nord-vest, la nord de lacul Aral și Marea Caspică și duce la Marea Neagră.